# Sainte-Maure-de-Touraine

Sainte-Maure-de-Touraine este o comună în departamentul Indre-et-Loire, Franța. În 1 ianuarie 2022 avea o populație de 4.118 de locuitori.